# Таль, Алексей Алексеевич
Алексей Алексеевич Таль (25.02.1920 — 28.07.1995) — российский учёный в области теории управления и пневматических средств автоматизации, доктор технических наук, профессор, лауреат Ленинской премии, один из создателей советской школы пневмоавтоматики.

## Биография
После окончания МВТУ работал в Московском отделении Котлотурбинного института. В 1949 году окончил аспирантуру МВТУ и защитил кандидатскую диссертацию.
С 1956 года и до последних дней жизни работал в Институте проблем управления АН СССР (первоначальное название — Институт автоматики и телемеханики — ИAT АН СССР), зав. лабораторией № 11 (приборостроение, средства автоматизации и системы управления).
По совместительству преподавал в МФТИ, профессор.
В 1959 году группой под его руководством разработана Универсальная система элементов промышленной автоматики (УСЭППА), ставшая основной элементной базой советского пневматического приборостроения и признанная лучшей в мире. На базе УСЭППА совместно с заводом «Тизприбор» стала серийно выпускаться система типовых приборов «СТАРТ». Совместно с М. А. Айзерманом, Л. А. Гусевым, И. М. Смирновой и Л. И. Розоноэром в 1963 году выпустил монографию «Логика. Автоматы. Алгоритмы» — первую в этой научной сфере.
За создание и внедрение приборов «СТАРТ» и элементов УСЭППА в 1964 году в составе коллектива: М. А. Айзерман, А. А. Таль, Т. К. Берендс, Т. К. Ефремова, А. А. Тагаевская присуждена Ленинская премия. В 1975—1977 годах тем же коллективом разработаны агрегатно-модульные системы «ЦИКЛ» (совместно с заводом «Тизприбор») и «КОМПАС» (совместно с заводом «Пневмоаппарат»).
В 1970-е годы руководил разработкой агрегатно-модульных комплексов ЦИКЛ и КОМПАС, выпускаемых заводами «Тизприбор» и «Пневмоаппарат». В 1980-е годы совместно с ЦНИИКА и заводом «Тизприбор» разработана информационно-управляющая система «Режим-1», являющаяся первым уровнем АСУ ТП.
Доктор технических наук (1967), тема диссертации «Синтез статических асинхронных последовательностных машин».
Соавтор и редактор сборников:
- Системы и устройства пневмоавтоматики [Текст] : [Сборник статей] / [Отв. ред. д-р техн. наук проф. А. А. Таль]. — Москва : Наука, 1969. — 461 с., 2 л. черт. : ил.; 26 см.
- Пневмоавтоматика [Текст] : [Материалы совещ.] / [Отв. ред. д-р техн. наук, проф. А. А. Таль] ; АН СССР. М-во приборостроения, средств автоматизации и систем управления СССР. Ин-т проблем управления. — Москва : Наука, 1974. — 140 с. : ил.; 25 см.
- Пневмоавтоматика [Текст] : Тез. докл. 13 всесоюз. совещ. Донецк., июнь 1978 г. / [Отв. ред. д. т. н., проф. А. А. Таль]. — Москва : Наука, 1978. — 384 с. : ил.; 22 см.